# 곤노스코디나
곤노스코디나(Gonnoscodina)는 사르데냐어로 곤노스-코디나(Gonnos-Codina)라고도 불리며, 이탈리아 사르데냐 지방의 오리스타노도에 위치한 코무네이다. 칼리아리에서 북서쪽으로 약 60 킬로미터 (37 mi), 오리스타노에서 남동쪽으로 약 30 킬로미터 (19 mi) 떨어져 있다.
곤노스코디나는 다음 지자체들과 접해 있다: 바레사, 곤노스트라마차, 마술라스, 시디, 시말라.